# شیگئو سوگیورا
شیگئو سوگیورا (انگلیسی: Shigeo Sugiura؛ ۱۰ مه ۱۹۱۷ – ۱۰ آوریل ۱۹۸۸) شناگر اهل ژاپن بود.
وی در مسابقات کشوری و بین‌المللی در مجموع برندهٔ ۱ مدال طلا شده‌است.